# ChemChina
Die China National Chemical Corporation, meist kurz ChemChina genannt, ist eines der größten Chemieunternehmen in der Volksrepublik China.
Die 2004 gegründete staatseigene Unternehmensgruppe mit Hauptsitz in Peking geht auf die China National Bluestar Group zurück. ChemChina hat zahlreiche Tochterunternehmen im Inland, vor allem im Sektor Agrochemie. Weitere Geschäftsbereiche sind Elastomere (Gummi), Spezialchemie und Produktionstechnik. ChemChina betreibt neun Raffinerien und ist der drittgrößte Ölverarbeiter Chinas (Petrochemie) hinter PetroChina und Sinopec.
Zu den Auslandsbeteiligungen von ChemChina gehören unter anderem die 2011 übernommene Mehrheit von 60 % am israelischen Pflanzenschutzmittelkonzern Adama (ehemals bekannt als Makhteshim Agan). In Frankreich wurde 2006 Adisseo (ein Produzent von Futtermittelzusätzen, der damals bei DL-Methionin einen Weltmarktanteil von 30 % hatte) übernommen sowie von Rhodia das Geschäft mit Organosilikonen und Sulfiden; im Bereich Silikone ist ChemChina seither einer der drei weltgrößten Hersteller. Im selben Jahr übernahm ChemChina den australischen Polyethylen- und Polymer-Produzenten Qenos. Eine Minderheitsbeteiligung am italienischen Reifenhersteller Pirelli, die 2015 durch Übernahme des 26,2 %-Anteils des bisherigen Pirelli-Hauptaktionärs Camfin (Investmentfirma in Mehrheitsbesitz des russischen Ölkonzerns Rosneft und des Pirelli-Chefs Marco Tronchetti Provera) für 7,1 Milliarden Euro (15 Euro pro Aktie) erworben wurde, hat ChemChina zu 100 % ausgebaut.
Im Herbst 2015 bekundete ChemChina erstmals ihr Interesse für eine Mehrheitsbeteiligung an Syngenta. Am 3. Februar 2016 bestätigte Syngenta ein Übernahmeangebot von ChemChina über eine Höhe von 43 Mrd. Dollar.
ChemChina steigt mit 12 Prozent beim Genfer Energiehändler Mercuria ein.
Im Januar 2016 kündigte ChemChina die Übernahme des deutschen Maschinenbaukonzerns KraussMaffei an. Mit einem Kaufpreis von 925 Millionen Euro ist es die bisher mit Abstand teuerste Übernahme eines deutschen Unternehmens durch ein chinesisches. KraussMaffei wurde bei China National Chemical Equipment Corporation angesiedelt, wo sich bereits einheimische Maschinenbauer, ebenfalls aus dem Bereich der Produktion und Verarbeitung von Kunststoff und Gummi, befinden.
Am 28. August 2020 veröffentlichte das US-Verteidigungsministerium die Namen weiterer „kommunistischer chinesischer Militärunternehmen“, die direkt oder indirekt in den USA tätig sind. ChemChina wurde in die Liste aufgenommen.
ChemChina fusionierte 2021 mit der Sinochem Group zur Sinochem Holdings Corporation Ltd. Auch dieses Unternehmen gehört dem chinesischen Staat.